# 330毫米口徑50倍徑1931年型艦炮
330毫米口徑50倍徑1931年型艦炮（法語：330mm/50 Modèle 1931）是由法国所研製及生產的重型艦載主炮，發射330（12.99英寸）分裝式裝藥與炮彈。

## 概述
該筒緊身管艦炮是由敦刻尔克级高速戰艦所搭載，而其四聯裝砲塔則受諾曼第級戰列艦所啟發。它倆是射程最遠的艦炮之一，而且可以發射相當強大的炮彈：被帽穿甲彈為560（1,234.59磅）而高爆彈則是552（1,216.95磅）。無論裝填任何一種炮彈以下，射程均超過40,000（43,744.53碼）；其外彈道軌跡很平直。敦刻尔克级的艦炮受到四聯裝炮架（過近）造成的不准確性因素所影響，但它所具備的力量可以打擊如沙恩霍斯特級的德國戰艦並且貫穿其裝甲：在0米處，砲彈可以貫穿713（28.07英寸）裝甲；在23（14.29英里）處可以貫穿342（13.46英寸）裝甲；而在27.5（17.09英里）處時則是292（11.50英寸）裝甲。從理論上講，它可在超過20（12.43英里）處貫穿沙恩霍斯特級的320（12.60英寸）主裝甲帶。考慮到其平直的彈道軌跡，貫穿甲板的效果不明顯，但在23（14.29英里）處時仍為105（4.13英寸），而在27.5（17.09英里）處時則是110（4.33英寸）。因此，其為穿甲能力非常接近最好的艦炮，至少在中至近距離內。而沙恩霍斯特級的主炮在相同射程（0—27.5（0.00—17.09英里））以內的穿甲能力從604毫米到205毫米不等，因此它倆的武器相對地較弱。但是，敦刻尔克级的裝甲帶較脆弱，因此，德方戰列艦的致命射程亦並不遜色。而鄧寇克級二號艦史特拉斯堡號戰列艦的裝甲有所厚（283毫米對241毫米），這使有效射程減少到僅18（11.18英里）。
330毫米主砲有很多故障。它們很複雜，而這亦導致這樣的1,500公噸（1,476.31長噸；1,653.47短噸）砲塔（其重量僅相當於意大利381毫米三砲塔的重量）的基礎性能較弱。它倆裝有兩台100馬力的引擎（但通常卻只使用一台）。儘管射程很遠，但射擊仰角僅為35°（因此，炮口速度非常快，為870每秒（2,854.33英尺每秒））。艦炮是以兩組兩對排列佈置，每對都置於滑架。每座砲塔都受到嚴格的保護，內部裝有25—40（0.98—1.57英寸）的隔艙壁，以分隔兩組兩對炮架。這在凱比爾港而言展示了相當重要的價值，那枚由胡德號所擊發的381毫米砲彈擊中了鄧寇克號的二號主砲塔：該炮彈貫穿其頂部並造成砲塔右半部的人員全數陣亡，但砲塔左半部卻得以保全。
其後的380公釐45倍徑1935年式艦砲從本質而言是其設計的放大型。

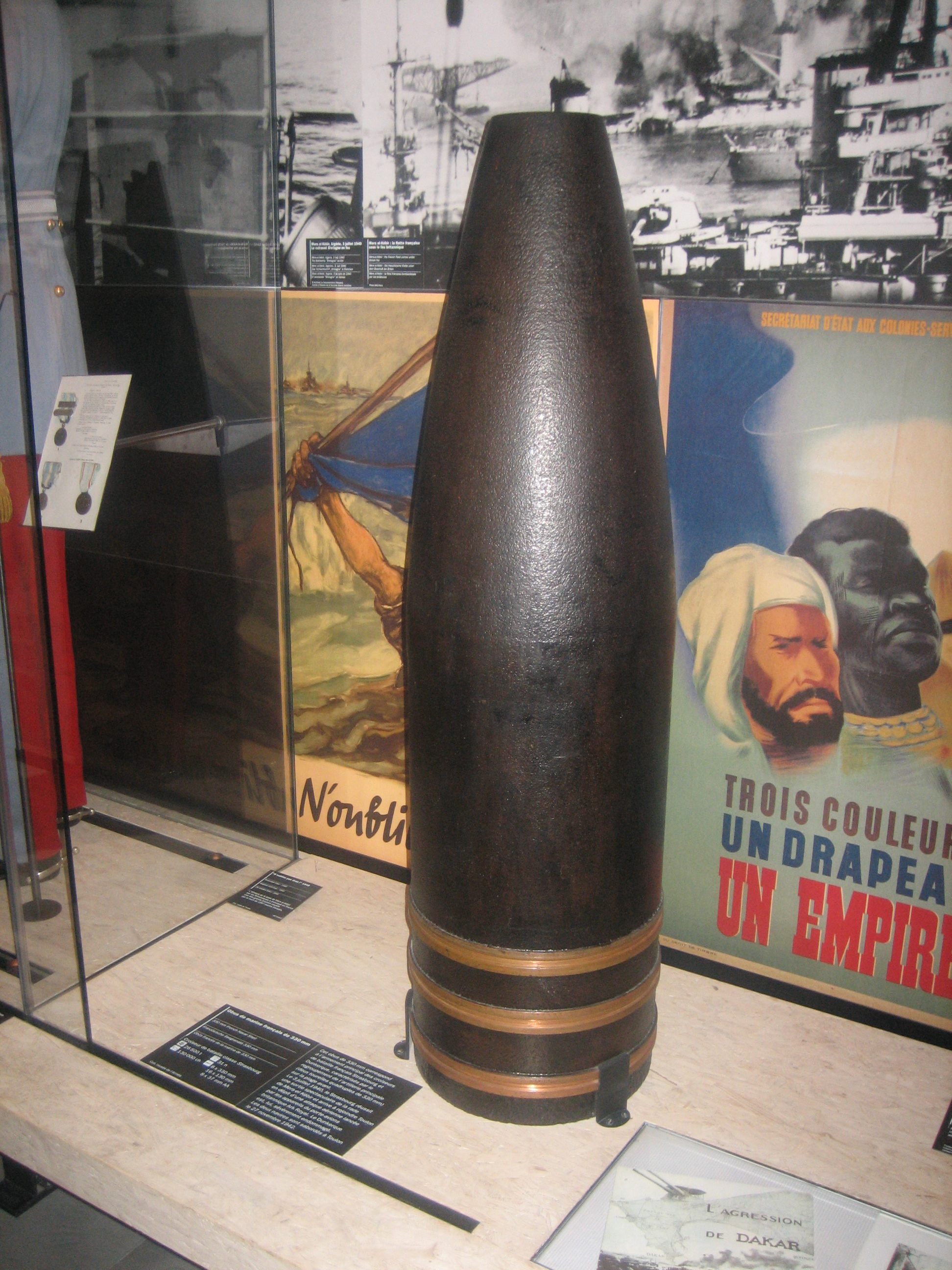
在荣军院的陸軍博物館展出的炮彈。

## 流行文化
在2015年戰遊網大型多人在线角色扮演射击游戏《戰艦世界》當中，330毫米口徑50倍徑1931年型艦炮除了以史實的四聯裝砲塔形式搭載在加值系VI級戰列艦敦克爾克號的1932式炮座以上（二號艦史特拉斯堡號因新增主炮裝填助推消耗品而升格為VII級）外，亦有維持四聯裝砲塔之姿將兩座搭載於敦克爾克級26500噸原型方案改型的銀幣系IX級大型巡洋舰布雷斯特號（兩座都前置）以上，還有以三連裝砲塔之姿將三座與兩座搭載於銀幣系X級30000噸架空超大型巡洋艦馬賽號（三座皆前置）與繳獲自德國「大西洋巡洋-航空母艦」的加值系X級高速混合巡洋艦拉蒂格上將號（Amiral Lartigue；兩座皆前置）以上；而中國智能手机遊戲《碧藍航線》與戰艦世界的第五次聯動活動當中，在布雷斯特號的艦娘登場的同時，亦讓其所配用的330毫米口徑50倍徑1931年型艦炮沿用相關資料登場，並且命名為“试作型四联装330mm主炮Mle1931(超巡用)T0”。

## 外部連結
- （英文）—French 330 mm/50 (13") Model 1931（页面存档备份，存于）
- （法文）—PIECES LOURDES : 240 et plus（页面存档备份，存于）
- 维基共享资源上的相關多媒體資源：330毫米口徑50倍徑1931年型艦炮